# Divizia Națională 2015/16
De Divizia Naţionalǎ 2015/16 was het 25e seizoen van de hoogste Moldavische voetbalcompetitie. Milsami Orhei trad aan als regerend landskampioen. Het seizoen begon in juli 2015 en eindigde in mei 2016 met een beslissingswedstrijd op neutraal terrein tussen Dacia Chisinau en Sheriff Tiraspol. Sheriff Tiraspol won de wedstrijd met 1-0 en kroonde zich hiermee voor de veertiende keer tot landskampioen.

## Eindstand
|    | Club               | WG | W  | G | V  | DV | DT | +/- | P  |                                                |
| -- | ------------------ | -- | -- | - | -- | -- | -- | --- | -- | ---------------------------------------------- |
| 1  | Sheriff Tiraspol   | 27 | 20 | 5 | 2  | 50 | 11 | +39 | 65 | Tweede voorronde UEFA Champions League 2016/17 |
| 2  | Dacia Chisinau     | 27 | 20 | 5 | 2  | 44 | 12 | +32 | 65 | Eerste voorronde UEFA Europa League 2016/17    |
| 3  | Zimbru Chisinau    | 27 | 15 | 4 | 8  | 42 | 26 | +16 | 49 | Eerste voorronde UEFA Europa League 2016/17    |
| 4  | Zaria Balti        | 27 | 12 | 6 | 9  | 36 | 29 | +7  | 42 | Eerste voorronde UEFA Europa League 2016/17    |
| 5  | Dinamo-Auto        | 27 | 12 | 5 | 10 | 33 | 34 | –1  | 41 |                                                |
| 6  | Milsami Orhei      | 27 | 10 | 6 | 11 | 33 | 23 | +10 | 36 |                                                |
| 7  | Speranta Nisporeni | 27 | 8  | 7 | 12 | 24 | 36 | –12 | 31 |                                                |
| 8  | Petrocub Hîncești  | 27 | 6  | 3 | 18 | 21 | 53 | –32 | 21 |                                                |
| 9  | Academia UTM       | 27 | 5  | 6 | 16 | 18 | 42 | –24 | 21 |                                                |
| 10 | Saxan              | 27 | 1  | 5 | 21 | 10 | 45 | –35 | 8  |                                                |

## Beslissingswedstrijd
|                   |                  |       |                |                            |
| 29 mei 2016 20:00 | Sheriff Tiraspol | 1 – 0 | Dacia Chisinau | Stadionul Zimbru, Chisinau |
| 29 mei 2016 20:00 | Galešić 88'      |       |                | Stadionul Zimbru, Chisinau |

Nationale competities:
Albanië · Andorra · Armenië · België · Bosnië en Herzegovina · Bulgarije · Cyprus · Denemarken · Duitsland · Engeland · Estland ('15 '16) · Faeröer ('15 '16) · Finland ('15 '16) · Frankrijk · Gibraltar · Griekenland · Hongarije · IJsland ('15 '16) · Ierland ('15 '16) · Israël · Italië · Kazachstan ('15 '16) · Kroatië · Letland ('15 '16) · Litouwen ('15 '16) · Luxemburg · Macedonië · Malta · Moldavië · Montenegro · Nederland · Noord-Ierland · Noorwegen ('15 '16) · Oekraïne · Oostenrijk · Polen · Portugal · Roemenië · Rusland · San Marino · Schotland · Servië · Slovenië · Slowakije · Spanje · Tsjechië · Turkije · Wales · Zweden ('15 '16) · Zwitserland
Europese competities: Super Cup 2016 · Champions League · Europa League